# ヴェイルサイド
ヴェイルサイド (Veilside) は、日本の自動車チューニングショップ。

## 概要
茨城県つくば市に所在する。社名の由来は代表である横幕宏尚の苗字を逆さにして英訳したもの（Veil＝幕、Side＝横）。主に車用の特徴的な外装フルエアロキットのメーカーとして知られている。また、自社パーツを装着した車両がフジミ模型、青島文化教材社といったメーカーからプラモデルとして幾つかキット化されている。
『チューニングは外注で行っている』などの噂に対しては、自社ファクトリーを近隣に持ち、塗装からエンジンパーツ組み立てまでそこで作業しているが、ブランドイメージの構築や｢華やかな部分だけを見て欲しい｣という自身の思想の関係からその存在を隠してきたと横幕自身は発言している。

## 製品
主に国内車の外装エアロパーツが主力商品である。また、ランボルギーニやベントレーなどの日本国外の高級スポーツカーのエアロパーツも販売していた。かつては外装以外のチューニングも手がけており、RB26DETT搭載で1300馬力を発生させたスカイラインGT-Rの製作や、各地のドラッグレースに参加し、レコード記録も残したことがある。
映画ワイルド・スピードシリーズに同社のエアロパーツを装着した車両が多数用いられたことで、日本国外での知名度が高まったが、開催当初から毎年出展していた東京オートサロンには、2015年以降参加していなかった。しかし、2022年の東京オートサロンに7年ぶりとなる参加をし、トヨタ・GRスープラをベースにしたコンプリートカー「VFS90R」を発表。ドレスアップカー部門最優秀賞を獲得した。

翌2023年の東京オートサロンでは新型となるフェアレディZをベースに「FFZ400」を発表し、2年連続でのドレスアップカー部門最優秀賞を獲得した。
現在でもユーザーからのボディーキットの受注に応じて車両の製作等を行っている。中でも一番人気なのはヴェイルサイドFDである。ヴェイルサイド車はとても値段が高い、先ほどのヴェイルサイドFDは1300万ほどする。

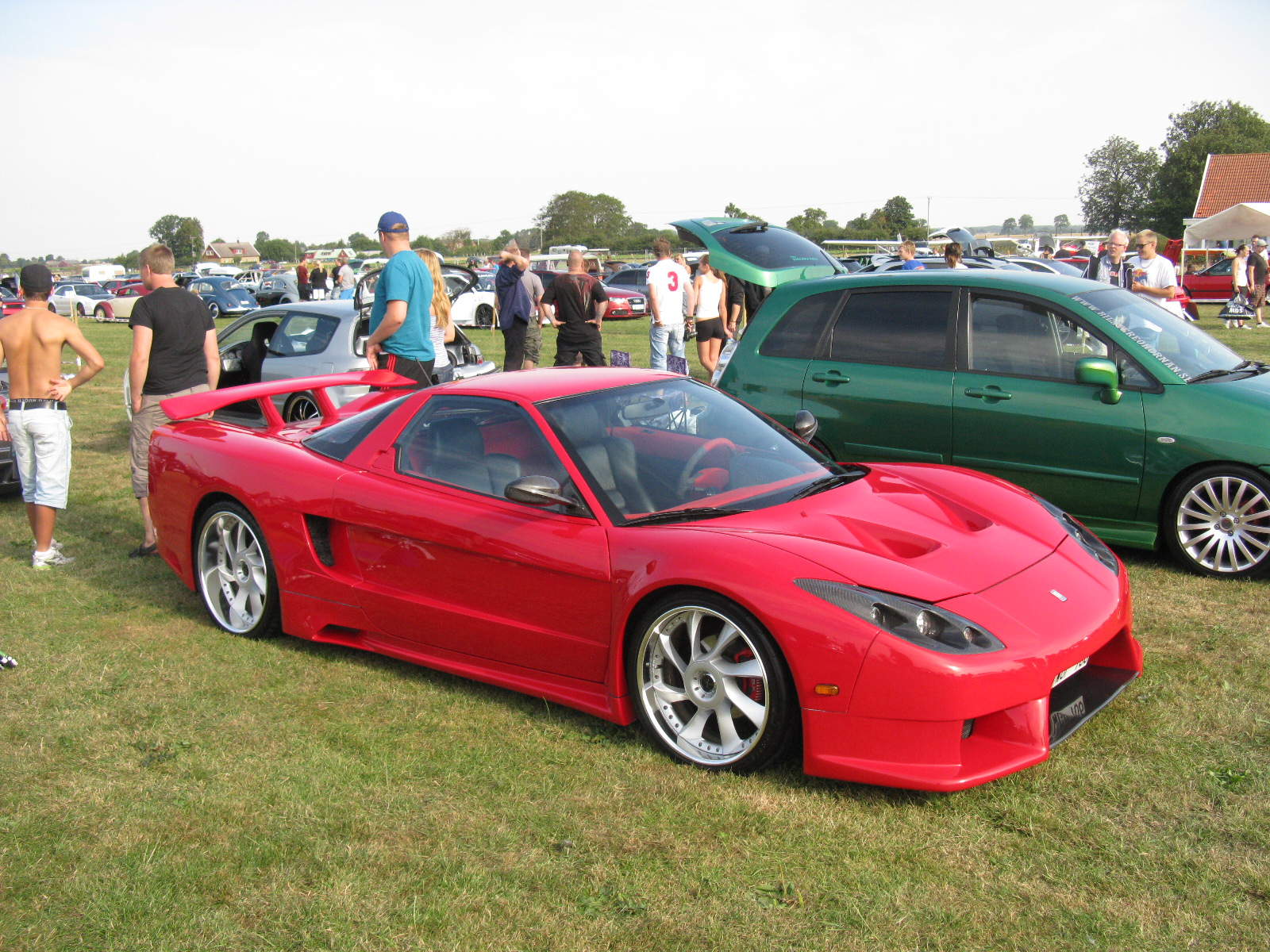
NSX
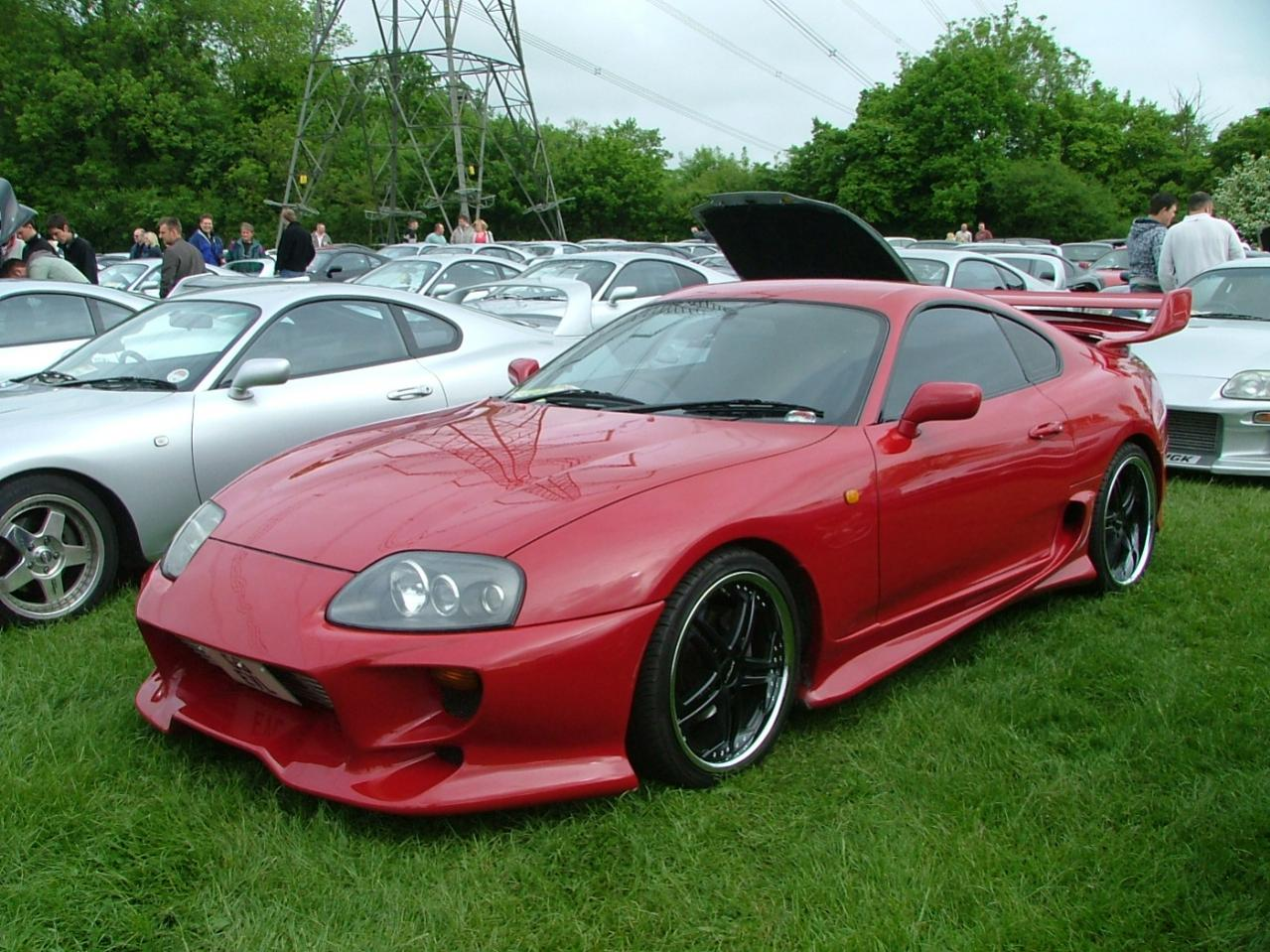
スープラ
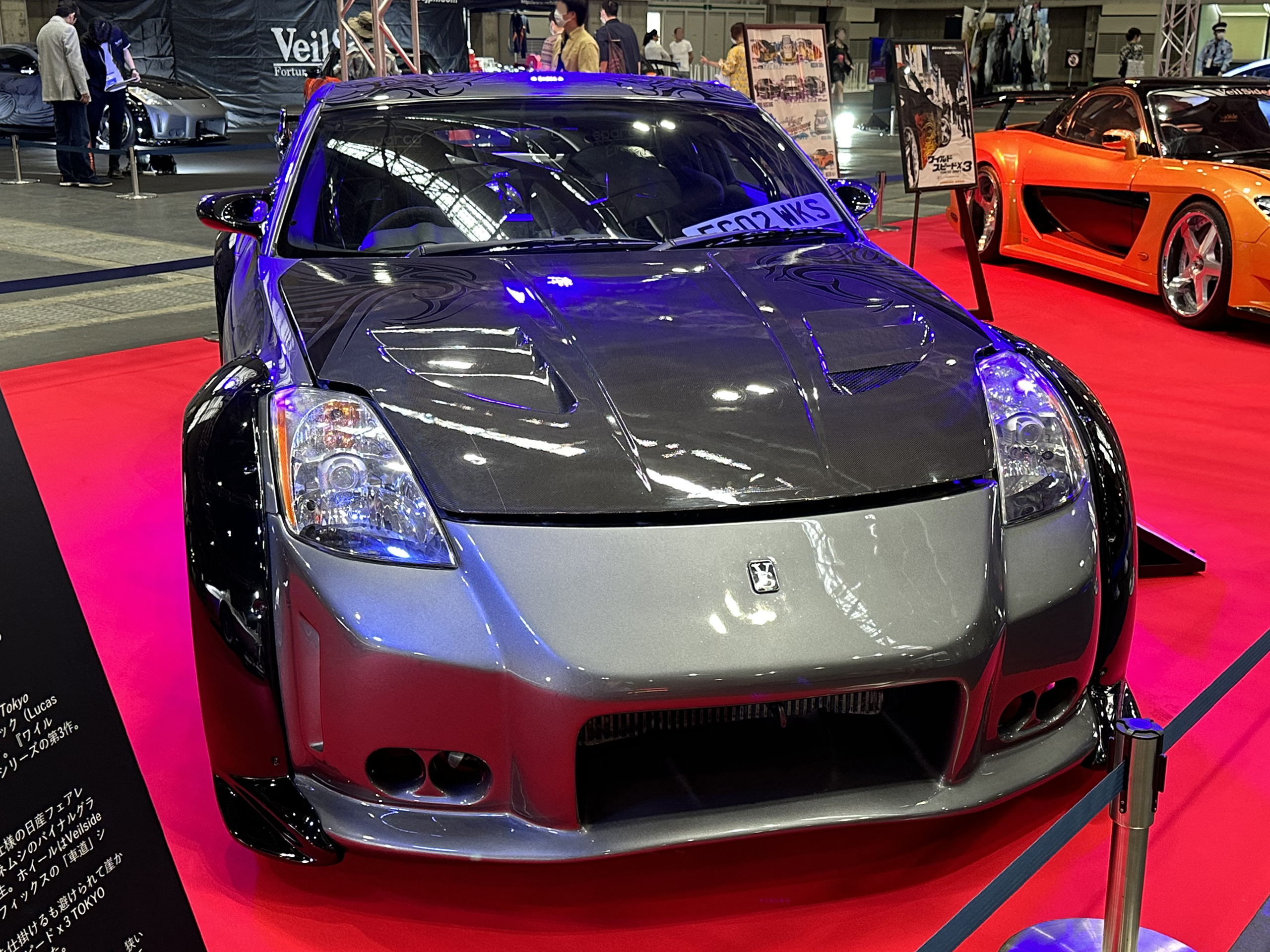
Z35 映画「ワイルド・スピードX3：東京ドリフト」ドリフトキング仕様
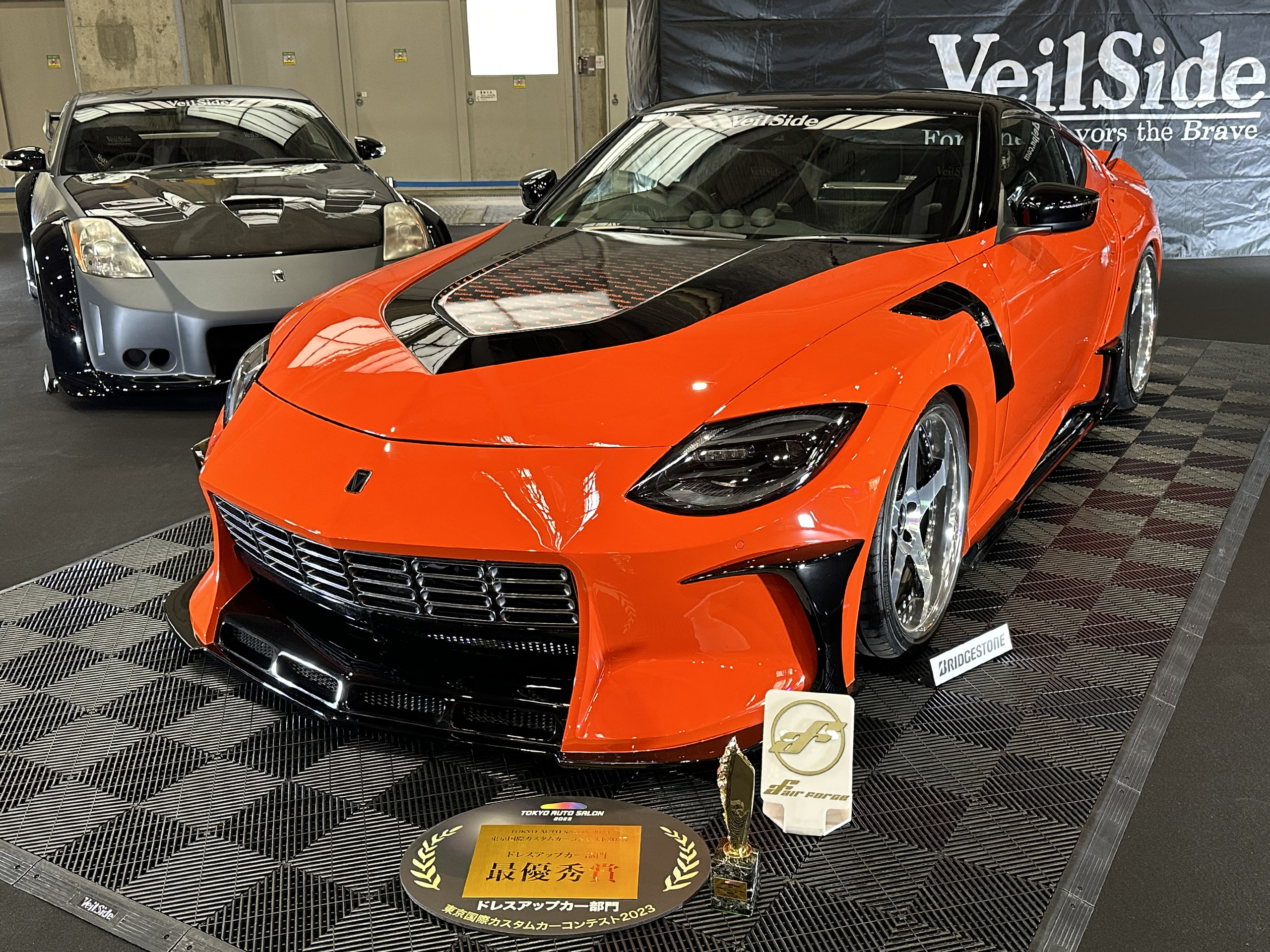
FFZ400